# رادوجیسیسی
رادوجیسیسی (به لاتین: Radojčići) یک منطقهٔ مسکونی در بوسنی و هرزگوین است که در ماگلای واقع شده‌است.